# Epona

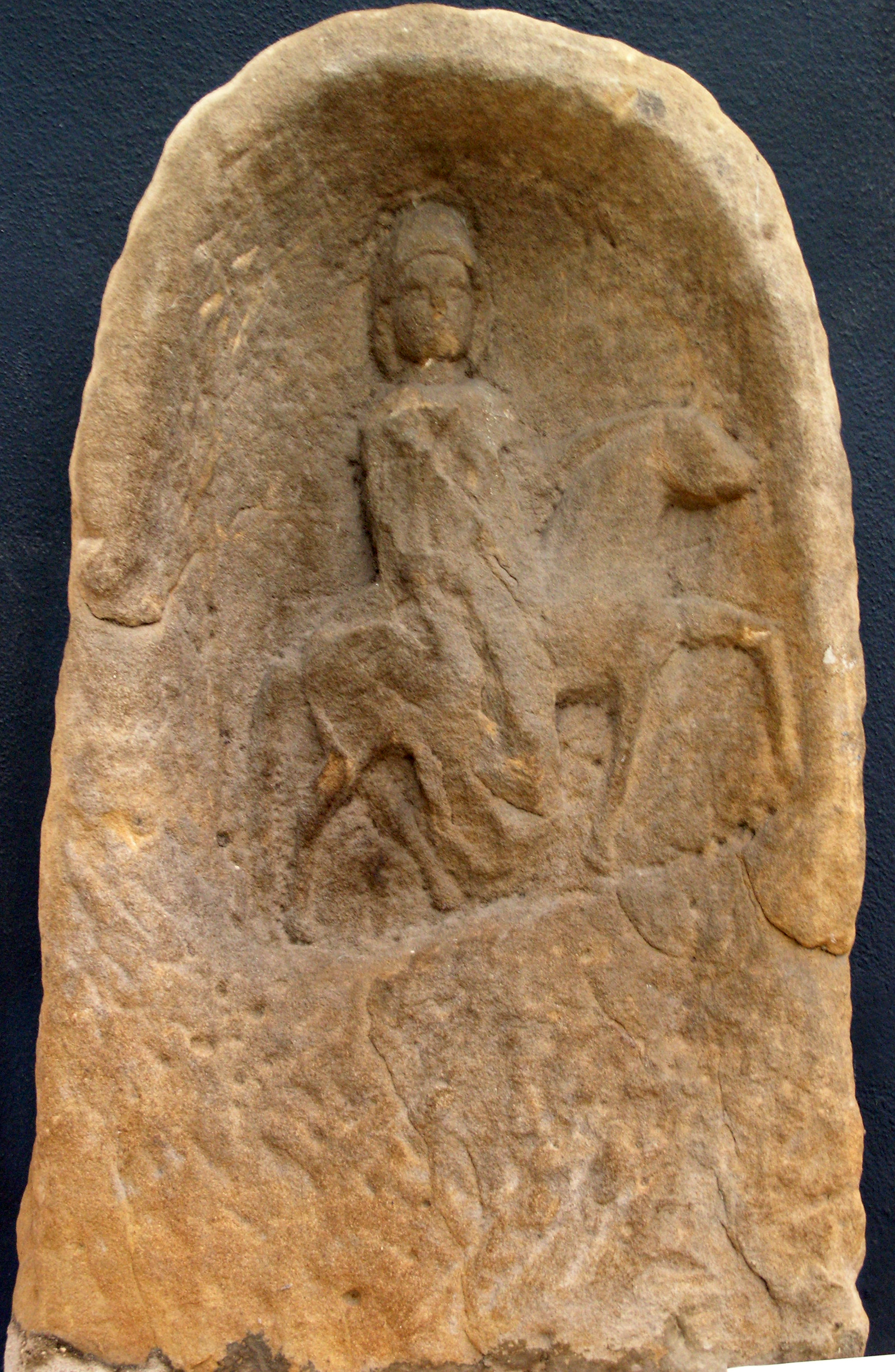
Galská bohyně Epona, 3. stol. n. l., Freyming (Moselle), Francie (Musée Lorrain, Nancy)

Epona (čti „eipouna“ nebo „eipóna“) je kontinentální keltská bohyně, která má kořeny v Galii. Její jméno je odvozeno z galského výrazu pro koně – epo, ke kterému je přidána koncovka ona, která svědčí o božství. Její jméno tak může znamenat buď „koňská bohyně“ nebo „božský kůň“. Byla uctívána jako domácí bohyně chovatelů koní, obecněji také jako bohyně hojnosti a prosperity (např. v Burgundsku). Jejím atributem je kůň. Bývá ztotožňována s Velkou matkou a se zemí, jejím božským protějškem je Teutatés. Tuto bohyni od Galů převzali i dobyvatelští Římané coby Eponae. Ve vojenských oblastech Rýna a Dunaje ji vzývali velitelé jezdeckých oddílů římské armády, měla ochraňovat jezdce a jeho koně. Měla také velký ohlas u římských lidových mas (jde o jediné keltské domácí božstvo, které Římané od Keltů převzali).
Stopy jejího uctívání (sošky, votivní nápisy) byly nalezeny až v Plovdivu v Bulharsku, také v Rumunsku a Jugoslávii.
O tom, že by se Eponin kult rozšířil také do Británie, v současnosti neexistuje mnoho důkazů. Sice je doložena existence tamního koňského kultu, nebylo ale dosud prokázáno, že by se kryl s kultem Epony.

## Atributy Epony
Epona bývá zobrazována charakteristickým způsobem ve společnosti koní – buď jede na klisně (po ženském způsobu nebo obkročmo, se sedlem i bez sedla), nebo je zobrazena mezi dvěma a více koňmi (vesměs kobylami, které někdy – coby zosobněné mateřství – kojí hříbata). Výjimečně bývá zpodobněna ve voze. Mívá na sobě široký plášť a spodní roucho se sklady, nebo bývá nahá (buď jen do pasu, nebo úplně). K jejím atributům patří koňský postroj, uzda a jezdecký bič. Na některých místech mívá také atributy vládkyně – její zpodobnění z galské Alesie má na hlavě korunu, ve votivních nápisech v Rumunsku a býv. Jugoslávii se o ní mluví jako o „svaté královně Eponě“.